# Lucy Kibaki
 Lucy Muthoni Kibaki (13 tháng 1 năm 1936 – 26 tháng 4 năm 2016)  là vợ của cựu Tổng thống Kenya Mwai Kibaki và là Đệ nhất phu nhân Kenya từ năm 2002 đến 2013.

## Tiểu sử
Lucy Muthoni sinh năm 1936. Cha mẹ bà là Rev. John Kagai, một mục sư của Giáo hội Trưởng lão ở Đông Phi và Rose Nyachomba, ở Mukurwe-ini, Hạt Nyeri, (trước đây là huyện Nyeri ở tỉnh miền Trung), Kenya. Bà được giáo dục tại trường trung học nữ liên minh, sau đó được đào tạo thành giáo viên, đầu tiên làm việc tại trường đại học giáo viên Kamwenja và sau đó tại trường cao đẳng Kambui ở Kiambu, nơi bà vươn lên vị trí hiệu trưởng. bà gặp Mwai Kibaki vào năm 1959. Sau mối tình lãng mạn kéo dài hai năm, cặp đôi kết hôn năm 1961, với Lucy từ bỏ sự nghiệp giảng dạy vào năm 1963. Họ có bốn người con: Judy Wanjiku, Jimmy Kibaki, David Kagai và Tony Githinji. Bà là một người mẹ yêu thương của nhiều đứa trẻ lớn, Mwai Kibaki jnr, Sean Andrew và Rachael Muthoni, kể tên một vài người. Lucy Kibaki là một người bảo trợ của Hiệp hội Hướng dẫn nữ Kenya.
Kibaki qua đời vào ngày 26 tháng 4 năm 2016 tại Bệnh viện Bupa Cromwell ở London, sau khi nhập viện một thời gian tại Bệnh viện Nairobi vì đau ngực. Bà thọ 80 tuổi.

## Công tác từ thiện
Kibaki được biết đến với việc hỗ trợ những người thiệt thòi và khuyết tật. Bà chủ trì Tổ chức 40 Đệ nhất phu nhân châu Phi chống lại HIV/AIDS.